# Vozera Vysokaje
Vozera Vysokaje (vitryska: Возера Высокае) är en sjö i Belarus.   Den ligger i voblasten Vitsebsks voblast, i den norra delen av landet, 180 km norr om huvudstaden Minsk. Vozera Vysokaje ligger 127 meter över havet. Arean är 0,88 kvadratkilometer. Den ligger vid sjön Vozera Bohіnskaje. Den sträcker sig 3,0 kilometer i nord-sydlig riktning, och 1,7 kilometer i öst-västlig riktning.
I omgivningarna runt Vozera Vysokaje växer i huvudsak blandskog. Runt Vozera Vysokaje är det glesbefolkat, med 16 invånare per kvadratkilometer.